# Frändesta
Frändesta är en by i Romfartuna socken i Västerås kommun, östra Västmanland.
Frändesta ligger cirka 15 kilometer norr om Västerås och cirka två kilometer väster om Romfartuna kyrka i socknens sydvästra del.
Byn omtalas i dokument första gången 1371.
Byn består främst av bondgårdar och har via enskild väg förbindelse med länsväg U 672.
Postadress är 725 94 Västerås.